# Ситніки (Слободський район)
Си́тніки (рос. Ситники) — присілок у складі Слободського району Кіровської області, Росія. Входить до складу Стуловського сільського поселення.
Населення становить 167 осіб (2010, 161 у 2002).
Національний склад станом на 2002 рік — росіяни 94 %.